# Baisemain

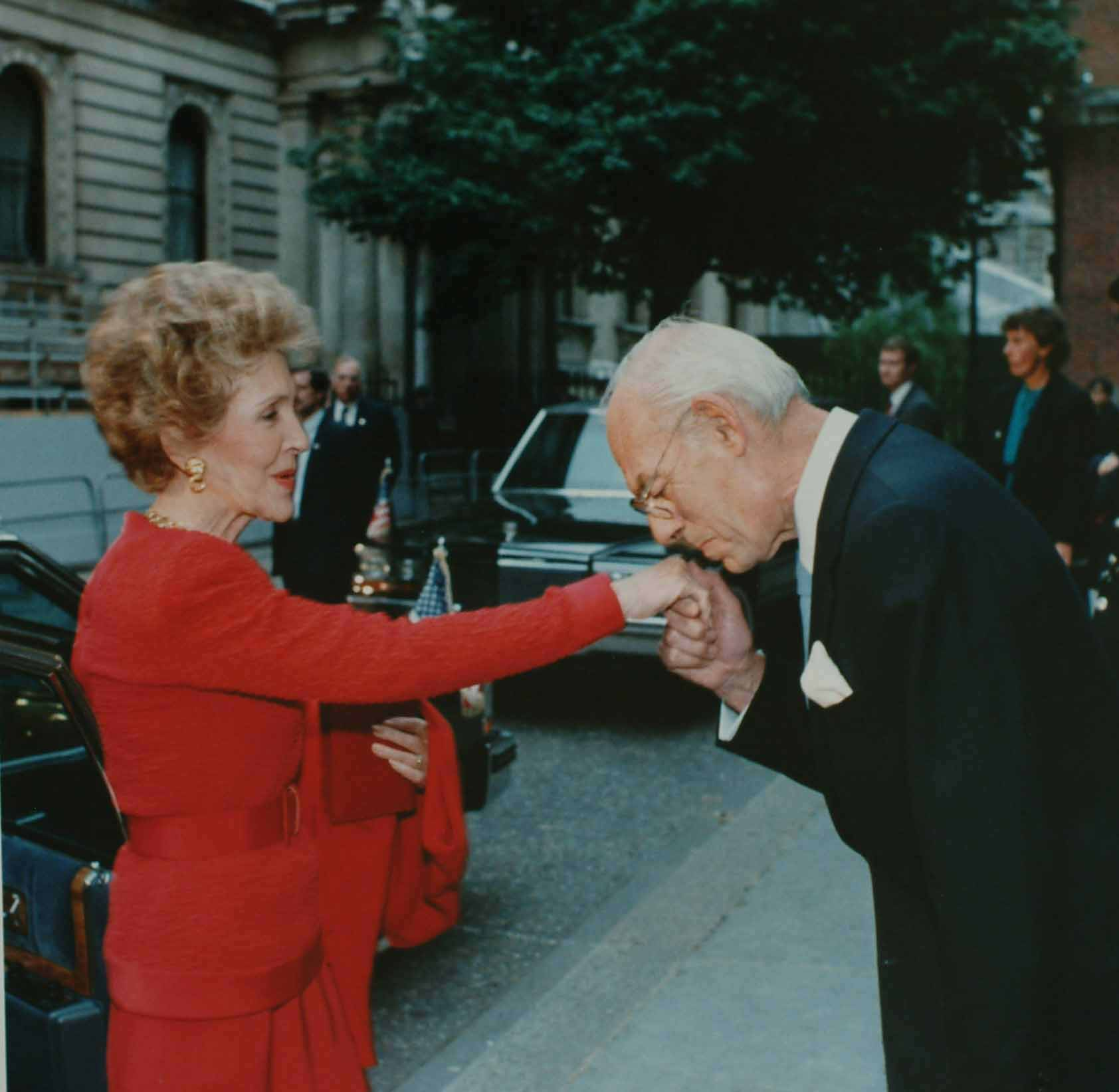
Denis Thatcher effectuant un baisemain à la première dame Nancy Reagan (1988).

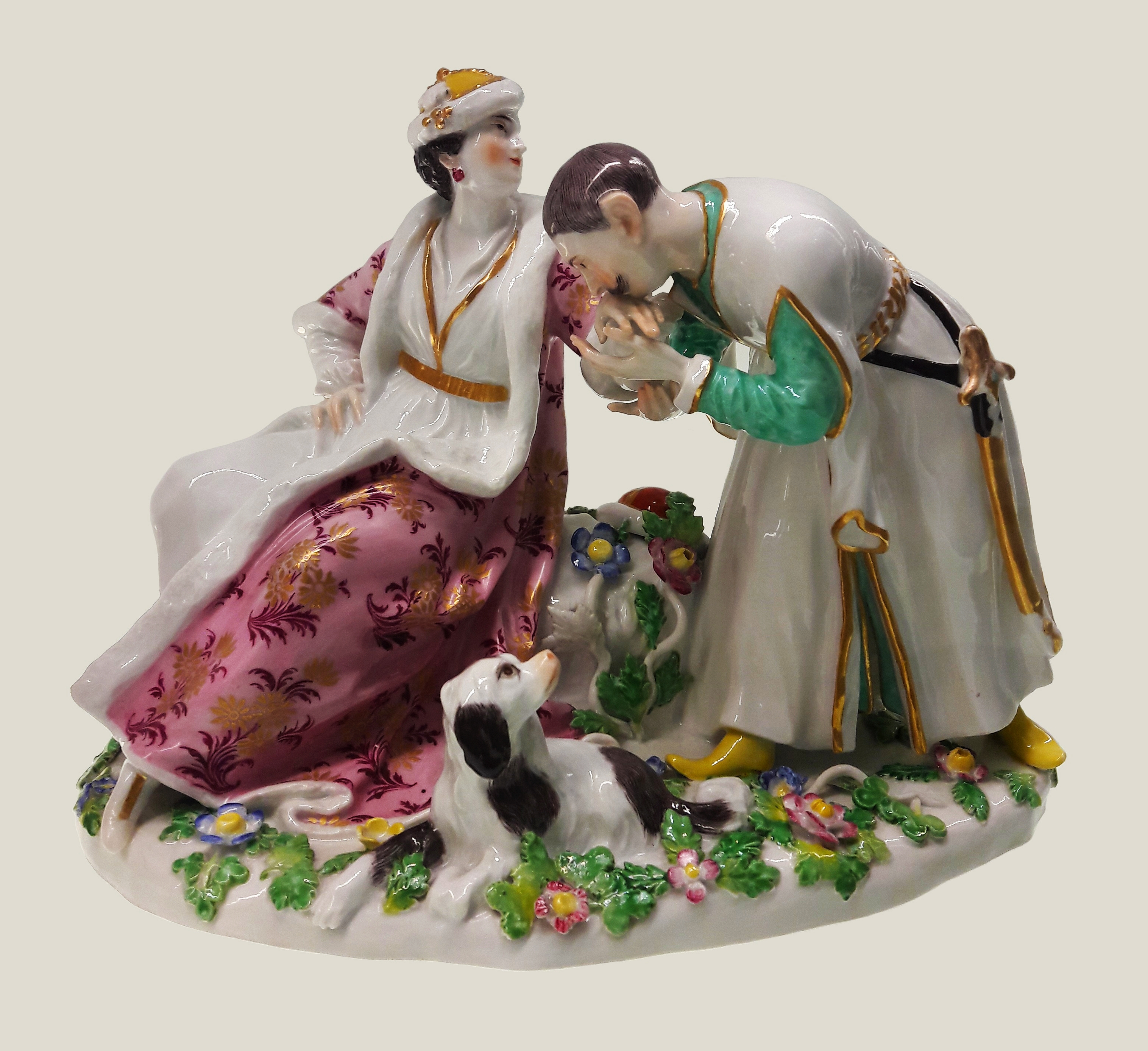
Le Baisemain polonais, par Johann Joachim Kändler, milieu du XVIIIe siècle, Musée national de Varsovie.

Le baisemain, baise-main, ou baise main, est un geste de courtoisie, de politesse, de respect, d'admiration ou encore de dévouement d'un homme envers une dame, d'un vassal envers son suzerain.

## Définition
Ce geste consiste pour l'homme à s'incliner profondément, voire à plier humblement le genou et la nuque devant la dame, et à saisir délicatement la main de cette dernière afin de porter celle-ci à ses lèvres pour y porter silencieusement et le plus respectueusement possible ses lèvres en signe d'hommage.

## Baisemain à la française
Cette pratique est une invention récente et ne s'est répandue qu'au début du XXe siècle. Elle s'inspire d'une tradition médiévale qui consistait pour un vassal à baiser la main de son seigneur.
Le baisemain « à la française » se pratique, en principe, dans un lieu fermé, lors de réunions, de réceptions, etc., mais il peut avoir lieu aussi dans la rue ou dans un lieu public (restaurant par exemple). Selon les règles classiques, seules les femmes mariées ou les femmes célibataires de position importante ou âgées peuvent recevoir cet hommage, mais ces règles ne sont plus respectées dans les temps modernes.
Après que la femme a tendu la main, l'homme doit s'incliner, jambes serrées, et saisir délicatement la main de la femme afin de l'effleurer du bout de ses lèvres. Cette main n'est normalement pas gantée en dehors des tenues de soirée.

## Autres coutumes
Dans certaines tribus Berbères, le baisemain fait partie des signes d'allégeance envers le souverain ou bien envers une famille. La demande en mariage. Dans ce cas, le fiancé s'agenouille d'abord devant sa future belle-mère afin de lui demander officiellement sa fille en mariage. Si celle-ci lui accorde sa permission, elle lui tend sa main à baiser que son futur gendre porte alors respectueusement à ses lèvres. Ensuite, le fiancé met un genou en terre devant sa fiancée et lui demande sa main. Si celle-ci est accordée, le fiancé lui glisse alors l'alliance au doigt et, toujours agenouillé, lui baise la main et l'alliance. Ce geste symbolise ainsi son respect et son dévouement à sa dame devenant son épouse.
Dans certaines cultures d'Asie du Sud et du Sud-Est notamment, le baisemain est pratiqué dans d'autres contextes : par des enfants envers leurs parents, grands-parents ou professeurs, par la belle-fille envers sa belle-mère, voire par l'épouse envers son mari.

## Port de la chevalière «en baise-main»
Le port de la chevalière dit « en baise-main » est celui où le motif est orienté vers l'ongle.
Ce port signifie symboliquement que le cœur de la personne est libre.